# Jacob Gades Legat
Jacob Gades Legat blev indstiftet af Jacob Gade i 1956 og første gang uddelt i 1964 året efter Jacob Gades død. Jacob Gade stiftede legatet for unge musikere så de kunne uddanne sig i Danmark og i udlandet og få en uddannelse hos kvalificerede læremestre. Uddannelse lå stifteren meget på sinde da han ikke selv havde fået nogen. Legatets formue stammer fra royalties for Jacob Gades kompositioner først og fremmest Tango Jalousie.

## Prismodtagere
Legatets store pris er bl.a. blevet uddelt til:
- Anker Buch (1964)
- Michala Petri (1969 og 1975)
- Peter Bastian (1969)
- Kim Sjøgren (1973)
- Anne Øland (1976)
- Michael Schønwandt (1977)
- Lars Ulrik Mortensen (1979)
- Thomas Dausgaard (1986)
- Nikolaj Szeps-Znaider (1988)
- Julie Eskær (1991)
- Benjamin Koppel (1992)
- Tanja Zapolski (1997)
- Bjarke Mogensen (2000)
- Andreas Brantelid (2001)

Foruden Jacob Gade Legatets store pris på 100.000 kr. uddeles der også årligt et antal talentpriser. Legatet ejer en række ejendomme som bebos af musikstuderende.